# Gallegos de Argañán
Gallegos de Argañán ist ein Ort und eine Gemeinde (municipio) mit 264 Einwohnern (Stand: 2024) im Süden der Provinz Salamanca in der Autonomen Region Kastilien-León im Westen Spaniens. Neben dem Hauptort Gallegos de Argañán gehören auch die Ortschaften Cuéllar, Gallomazo, Marialba und Puentecilla zur Gemeinde.

## Lage
Gallegos de Argañán liegt in der Sierra de Gata gut 145 km (Fahrtstrecke) südwestlich der Provinzhauptstadt Salamanca in einer Höhe von ca. 665 m nahe der portugiesischen Grenze. Das Klima ist gemäßigt bis warm; Regen (ca. 568 mm/Jahr) fällt hauptsächlich im Winterhalbjahr.

## Bevölkerungsentwicklung
| Jahr      | 1970 | 1981 | 1991 | 2001 | 2011 | 2021 |
| Einwohner | 711  | 509  | 524  | 404  | 322  | 268  |

Der deutliche Bevölkerungsrückgang seit den 1950er Jahren ist im Wesentlichen auf die Mechanisierung der Landwirtschaft, die Aufgabe bäuerlicher Kleinbetriebe und den damit einhergehenden Verlust von Arbeitsplätzen zurückzuführen.

## Sehenswürdigkeiten
- Jakobuskirche (Iglesia de Santiago Apostól)
- Christuskapelle
- Heimatmuseum